# A Herança dos Devassos
A Herança dos Devassos é um filme brasileiro-argentino de 1980 do gênero drama erótico dirigido por Alfredo Sternheim, escrito por Alfredo Palacios e protagonizado por Sandra Bréa e Roberto Maya. Ele conta os conflitos que ocorrem após a morte da matriarca em uma família composta por um casal de irmãos, uma tia, um mordomo e uma hóspede.

## Enredo
O filme começa mostrando momentos da infância de Rogério (Roberto Maya) e Laura (Elizabeth Hartmann) na mansão em que vivem. A cena seguinte mostra Rogério, já adulto, assistindo a uma apresentação musical em uma casa de espetáculos em que Karina (Claudete Joubert) e Carlos, uma drag queen, performam. Após a apresentação, Rogério faz amizade com os dois e leva Carlos até a sua mansão, onde recita para ele uma poesia e o faz companhia enquanto Carlos está na banheira. Em seguida, Laura aparece servindo um copo de leite para sua mãe, Clotilde, que está na cama. A cena seguinte mostra Clotilde já morta em seu caixão e Rogério chegando ao velório com sua tia, Matilde, vinda da França. Rogério é informado de que Délia (Sandra Bréa), viúva de um primo, viria para participar do processo da transmissão da herança de Clotilde e vai até a mansão se apresentar a ela. Após comer com Délia, Rogério mostra um álbum de fotos e recita uma poesia, sendo interrompido por Matilde e Laura, que parece incomodada.
Rogério, Délia, Matilde e Laura vão ao escritório do advogado, que lê o testamento que Adolfo, marido de Clotilde, escreveu para ser aberto após a morte de sua mulher. Matilde escolhe repartir sua parte com Laura e Rogério. Délia também concorda em ceder o que seria de seu marido para os dois irmãos. Após isso, Délia e Rogério saem para jantar e fazer compras.

Cena do filme que mostra, da esquerda para a direita, Laura, Clotilde, Délia e Rogério

Enquanto anda a cavalo com Rogério pelo terreno da mansão, Délia é alvo de um tiro que quase a acerta. Rogério suspeita que Laura tenha sido a responsável e vai falar com ela, que junto com Matilde diz que Délia deve ir embora, ao que Rogério se opõe. Prestes a tomar banho, Délia encontra uma cobra no banheiro e grita. Novamente suspeitando de Laura, Rogério vai até ela, que está praticando esgrima. Ele a desarma e põe o florete em seu rosto, cena que é vista por Matilde e Ernesto, o mordomo. Rogério então é açoitado por Ernesto. Na manhã seguinte, Laura vai ao quarto do irmão e assume ter colocado a cobra no banheiro.
Decidida a ir embora, Délia se encontra com Rogério no interior da mansão e os dois fazem sexo. Laura presencia a cena e pega um castiçal para atingi-la, mas se debruça com força sobre a mesa e tem o peito perfurado por um objeto pontiagudo, morrendo nos braços de Rogério. Enquanto isso, Délia corre pela casa e vai parar na sala de armas, onde Clotilde atira nela com uma espingarda. Ela erra os tiros, o que dá tempo a Délia de pegar uma besta e flechar Clotilde no pescoço, matando-a. Délia é então surpreendida por Ernesto, que a agarra pelo pescoço enquanto revela os segredos da família. O mordomo conta que a família forjou a morte de Clotilde, que o tempo todo estava se passando pela tia Matilde para receber sua parte da herança, e que a tia verdadeira estava enterrada no jardim. Ele também diz que Carlos, a drag queen que Rogério conheceu, foi morto eletrocutado na banheira e seu corpo usado no velório para se passar por Clotide; Karina, sua parceira de apresentação, também foi morta pelo mordomo para que não comprometesse os planos da família. Prestes a estrangular Délia, Ernesto é golpeado por Rogério com um florete. Na cena final, enquanto um empregado enterra algo no jardim, Délia vai embora em seu carro e Rogério permanece na mansão.

## Elenco
- Sandra Bréa como Délia
- Roberto Maya como Rogério
- Elizabeth Hartmann como Laura[2]
- Francisco Curcio
- Ricardo Dias
- Edward Freund
- Claudete Joubert como Karina

## Lançamento
O filme foi lançado em 5 de maio de 1980 no Rio de Janeiro.